# БТР-4МВ1
БТР-4МВ1 — український бронетранспортер, модернізований варіант БТР-4.
Модифікація МВ1 відрізняється від стандартного БТР-4 покращеним бронезахистом, зокрема було прибрано передні вікна, що збільшило захищеність екіпажу. Також завдяки цьому змінився зовнішній вигляд передньої частини бронетранспортера..

## Опис
Модифікація БТР-4МВ1 була представлена в жовтні 2017 року. Машина отримала систему кругового огляду, зазнала кардинальних змін у комплектації та додатковому захисті. В корпусі відсутні бічні двері. БТР-4МВ1 отримав кращий захист, в якому було реалізовано метод модульного бронювання. На цей раз розробники відмовились від притаманних радянським БТР вікон у передній частині, чим посилили захист екіпажу. Озброєння складається із бойового модуля «Парус».
У зв'язку з кардинальною перебудовою фронтальної частини БТР-4МВ1, для забезпечення комфортного водіння машини у бойових умовах, місце водія забезпечено панорамним оглядом за допомогою п'яти триплексів. Але, окрім того, БТР-4МВ1 оснащений додатковою цифровою системою огляду на 360°. Для чого по периметру бойової машини розташовані камери огляду, які працюють, як у день, так і в ночі. Це рішення дозволяє водію БТР-4МВ1 бачити всю ситуацію на маршруті та навколо машини.
Унаслідок внесених змін вага машини зросла до 24—25 т, що на 2—3 тони більше за звичайну версію БТР-4. Всі ходові властивості, які забезпечує колісна формула 8×8 у поєднанні із двигуном від Deutz та трансмісією Alisson, залишились без змін: максимальна швидкість — 110 км/год. Окрім того, БТР-4МВ1 зберіг можливість форсування водних перешкод уплав, зі швидкістю до 10 км/год.

## Бойове застосування
Застосовується українськими військами під час повномасштабного вторгнення РФ в Україну.